# Isla San Francisco
Isla San Francisco ist eine mexikanische Insel im Süden des Golfs von Kalifornien. Administrativ gehört sie zur Gemeinde (municipio) La Paz des Bundesstaates Baja California Sur („Süd-Niederkalifornien“).

## Geographie
Die Insel liegt im äußersten Norden der Bahía de La Paz, 2 km südlich der deutlich größeren Nachbarinsel San José sowie gut 10 km östlich der Halbinsel Niederkalifornien, von der sie durch den Canal de San José getrennt ist. La Paz, die Hauptstadt der Gemeinde und des Bundesstaats, liegt gut 100 km südlich der Insel. Isla San Francisco ist 2,5 km lang, knapp 3,8 km² groß und weist im Südosten eine markante, hakenförmige Halbinsel auf, deren seichte Bucht ein häufiges Ausflugsziel für Segler darstellt. Im Norden der Insel befindet sich ein 9 m hoher Leuchtturm. Die Insel ist unbewohnt. 